# Альберто Бовоне
Альберто Бовоне (італ. Alberto Bovone; 11 червня 1922, Фругароло, королівство Італія — 17 квітня 1998, Рим, Італія) — італійський куріальний кардинал і ватиканський сановник. Титулярний архієпископ Кесарії Нумідійської з 5 квітня 1984 по 21 лютого 1998. Секретар Конгрегації доктрини віри з 8 квітня 1984 по 13 червня 1995. Префект Конгрегації з канонізації святих з 13 червня 1995 по 17 квітня 1998. Кардинал-диякон з титулярний диякона Оньіссанті-ін- віа-Аппіа-Нуова з 21 лютого 1998.